# Partibrejkers

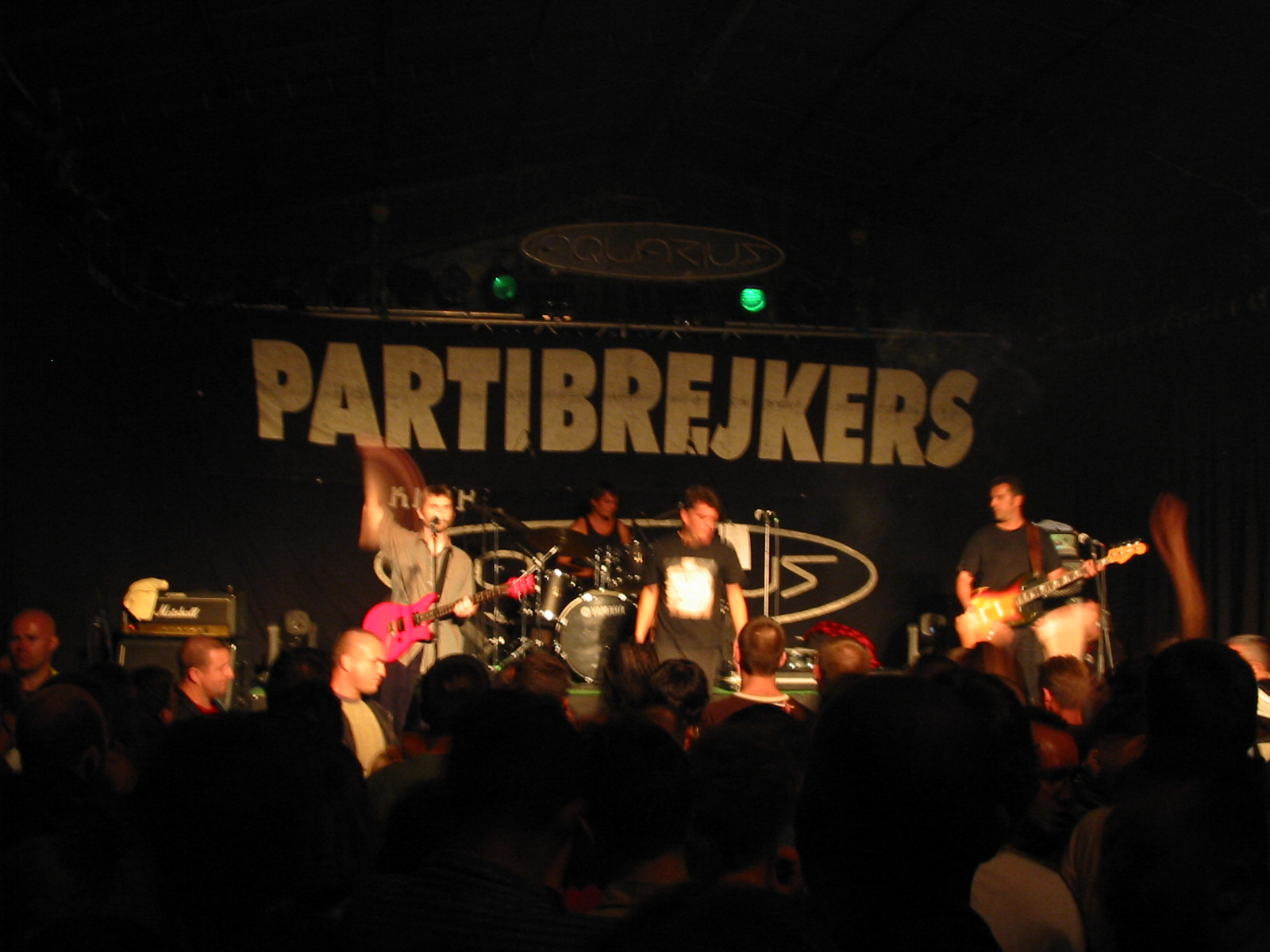
Partibrejkers bei einem Konzert 2003

Partibrejkers (serb. für Partybreakers) ist eine Belgrader Rockband.

## Werdegang
Die Band wurde 1982 von Zoran „Cane“ Kostić (Gesang), Goran „Manza“ Bulatović (Schlagzeug), Nebojša „Anton“ Antonijević (Gitarre) und Ljubiša Kostandinović (Gitarre) gegründet. Ihr erstes Album erschien 1985. Einflüsse auf die Gruppe sind von den Stooges, MC5, den frühen Rolling Stones oder den New York Dolls zu bemerken. Die Band hat sich vor allem als Live-Gruppe einen Namen gemacht. In den 1990ern war sie aktiv an Antikriegsbewegungen wie dem Rimtutituki-Projekt beteiligt. Ihre Gesellschaftskritik hat die Band in ihrem jüngsten Album „Sloboda ili ništa“ (2007) (serb. für ‚Freiheit oder nichts‘) beibehalten, für welches sie in Serbien, trotz ihrer Popularität, über ein Jahr lang einen Produzenten suchen mussten.     

## Diskografie

### Studio-Alben
- 1985: Partibrejkers I
- 1988: Partibrejkers II
- 1989: Partibrejkers III
- 1994: Kiselo i slatko (Sauer und süß)
- 1997: Ledeno doba (Eiszeit)
- 2002: Gramzivost i pohlepa (Habsucht und Gier)
- 2007: Sloboda ili ništa (Freiheit oder nichts)

### Live-Alben
- 1992: Zabava još traje (Die Party dauert noch)

### Kompilationen
- 1996: Najbolje od najgoreg (Das Beste vom Schlechtesten)
- 1999: San i java (Traum und Wirklichkeit)

### Singles (Auswahl)
- 1984: Hiljadu godina/Večeras (Tausend Jahre/Heute Abend)

### Video
- 1996: Poslednji dani slobode (Die letzten Tage der Freiheit - live in KST 1991)

### Anderes
- 1983: Radio utopija - Demo Top 10 Ventilator 202 vol.1
- 1992: Slušaj 'vamo - Rimtutituki anti-war project (B92) (Höre her - Rimtutituki anti-war project)
- 2001: Koga ću da hvalim - Pesme iznad istoka i zapada (Wen soll ich preisen - Lieder oberhalb den Osten und den Westen)
- Zajedno - Kao da je bilo nekad (Gemeinsam - Als wäre es wie früher) Tribut an Milan Mladenović von EKV